# Istarska akademija znanosti i kulture
Istarska akademija znanosti i kulture (tal. Accademia istriana per le scienze e la cultura) nastala je tijekom devedesetih godina 20. stoljeća kao kulturno-znanstveni odraz istarske samosvjesti, no tek je od 2007. krenula s ozbiljnijim radom. Bavi se proučavanjem i promicanjem istrijanstva te pograničnim, multinacionalnim i multikulturnim fenomenima Istre.
Sjedište akademije se nalazi u Umagu, a rad joj se sastoji od organiziranja kulturno-znanstvenih simpozija na temu Istre i istrijanstva na kojima gostuju renomirana znanstvena imena.

## Vanjske poveznice
- Stranica Akademije  Arhivirana inačica izvorne stranice od 21. ožujka 2012. (Wayback Machine)